# Supercopa de Italia 1989
La Supercopa de Italia 1989 fue la 2ª edición de la Supercopa de Italia, que enfrentó al ganador de la Serie A 1988-89 el F.C. Internazionale y de la Copa Italia 1988-89 la U.C. Sampdoria. El partido se disputó el 29 de noviembre de 1989 en el Estadio Giuseppe Meazza en Milán.
El Inter ganó el partido 2-0, y la copa por su primera vez.

## Equipos participantes
| Internazionale |  |  |  | Campeón de la Serie A 1988-89     |
| Sampdoria      |  |  |  | Campeón de la Copa Italia 1988-89 |

## Ficha del Partido[1]
| 1          | POR        | Walter Zenga        |  |
| 2          | DEF        | Giuseppe Baresi     |  |
| 3          | DEF        | Andreas Brehme      |  |
| 5          | DEF        | Giuseppe Bergomi    |  |
| 6          | DEF        | Corrado Verdelli    |  |
| 4          | MED        | Gianfranco Matteoli |  |
| 7          | MED        | Alessandro Bianchi  |  |
| 8          | MED        | Nicola Berti        |  |
| 10         | MED        | Enrico Cucchi       |  |
| 9          | DEL        | Dario Morello       |  |
| 11         | DEL        | Aldo Serena         |  |
| Entrenador | Entrenador | Giovanni Trapattoni |  |

| 1          | POR        | Gianluca Pagliuca   |     |
| 2          | DEF        | Moreno Mannini      |     |
| 3          | DEF        | Giovanni Invernizzi |     |
| 4          | DEF        | Fausto Pari         |     |
| 5          | DEF        | Pietro Vierchowod   |     |
| 6          | MED        | Srečko Katanec      | 45' |
| 7          | MED        | Attilio Lombardo    | 57' |
| 8          | MED        | Toninho Cerezo      |     |
| 11         | MED        | Giuseppe Dossena    |     |
| 9          | MED        | Gianluca Vialli     |     |
| 10         | DEL        | Roberto Mancini     |     |
| Entrenador | Entrenador | Vujadin Boškov      |     |

|  |
|  |

| 14 | MED | Víctor Muñoz   | 45' |
| 13 | DEF | Amedeo Carboni | 57' |

| Anotado | 37' | Enrico Cucchi | 1–0 |
| Anotado | 86' | Aldo Serena   | 2–0 |

|  |  |

| Árbitro             | Carlo Longhi |
| Árbitros asistentes |              |
|                     |              |
| Cuarto Árbitro      |              |

| 1          | POR        | Walter Zenga        |  |
| 2          | DEF        | Giuseppe Baresi     |  |
| 3          | DEF        | Andreas Brehme      |  |
| 5          | DEF        | Giuseppe Bergomi    |  |
| 6          | DEF        | Corrado Verdelli    |  |
| 4          | MED        | Gianfranco Matteoli |  |
| 7          | MED        | Alessandro Bianchi  |  |
| 8          | MED        | Nicola Berti        |  |
| 10         | MED        | Enrico Cucchi       |  |
| 9          | DEL        | Dario Morello       |  |
| 11         | DEL        | Aldo Serena         |  |
| Entrenador | Entrenador | Giovanni Trapattoni |  |

| 1          | POR        | Gianluca Pagliuca   |     |
| 2          | DEF        | Moreno Mannini      |     |
| 3          | DEF        | Giovanni Invernizzi |     |
| 4          | DEF        | Fausto Pari         |     |
| 5          | DEF        | Pietro Vierchowod   |     |
| 6          | MED        | Srečko Katanec      | 45' |
| 7          | MED        | Attilio Lombardo    | 57' |
| 8          | MED        | Toninho Cerezo      |     |
| 11         | MED        | Giuseppe Dossena    |     |
| 9          | MED        | Gianluca Vialli     |     |
| 10         | DEL        | Roberto Mancini     |     |
| Entrenador | Entrenador | Vujadin Boškov      |     |

|  |
|  |

| 14 | MED | Víctor Muñoz   | 45' |
| 13 | DEF | Amedeo Carboni | 57' |

| Anotado | 37' | Enrico Cucchi | 1–0 |
| Anotado | 86' | Aldo Serena   | 2–0 |

|  |  |

| Árbitro             | Carlo Longhi |
| Árbitros asistentes |              |
|                     |              |
| Cuarto Árbitro      |              |

| Supercopa de Italia              |
|                                  |
| Campeón Internazionale 1º título |